# Charles W. Chesnutt

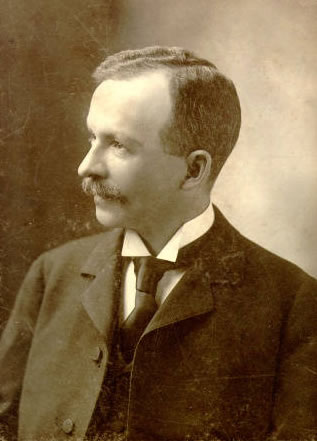
Charles W. Chesnutt op 40-jarige leeftijd.

Charles Waddell Chesnutt (Cleveland, 20 juni 1858 – aldaar, 17 november 1932) was een Amerikaans schrijver, activist en advocaat. Chesnutt had zowel blanke als gekleurde voorouders, maar identificeerde zich als Afro-Amerikaan. Hij is bekend om zijn romans en kortverhalen over complexe raciale verhoudingen en identiteiten in het Amerikaanse Zuiden na de Burgeroorlog. Een belangrijk thema is dat van passing: je voordoen als bijvoorbeeld blank terwijl je van gemengde origine bent. Chesnutts boeken en essays werden goed onthaald, maar waren geen commerciële successen. Tussen 1906 en zijn overlijden in 1932 schreef en publiceerde hij nog maar weinig. Twee van z'n werken werden verfilmd door Oscar Micheaux.
Chesnutt was van opleiding advocaat en verdiende zijn brood met een succesvol stenografiebedrijf. Vanaf 1901 zette hij zich steeds meer in als activist. Zo was hij lange tijd actief in de National Association for the Advancement of Colored People (NAACP). Hij verzette zich onder meer tegen vertoningen in Ohio van D.W. Griffiths controversiële film The Birth of a Nation (1915), die de NAACP als racistisch bestempelde. In 1928 won hij de Spingarn Medal voor zijn activisme. In 2008 eerde de U.S. Postal Service Chesnutt met een postzegel in de Black Heritage-reeks.